# 아이신기오로 아바타이
아바타이(중국어: 阿巴泰 아파태[*], 만주어: ᠠᠪᠠᡨᠠᡳ Abatai, 1589년 ~ 1646년)는 만주 정람기 기인이자, 청 태조 누르하치의 7남이다. 1589년 6월 16일, 생모 측비 이이근각라씨에게서 태어났다.

## 누르하치 시대
처음 대길로 관직을 시작하고, 전쟁에도 참여하여 전공이 있다. 명 만력 39년 (1611년), 아바타이와 피옹돈, 안피양구는 사단을 이끌고 동해의 와집부의 우르고진, 무릉이로를 토벌하여 천여명의 포로를 잡고 퇴각했다. 천명 8년 (1623년), 더걸러이 등을 대동하고 자루트를 토벌해 요하를 건너 장관 앙안을 격파했다. 앙안은 아내와 함께 수레를 끌고 달아났고, 후금의 군대가 추격하였고, 암바 장긴 다음포가 전사하였다. 아바타이는 계속 진격하여 앙안과 그의 아들을 참살하고, 그 무리를 포로로 잡은 후 퇴군하자, 누르하치는 교외에서 군사를 일으켜 출정하는 장병들을 상으로 하사하였다.
천명 11년 (1626년) 9월, 홍타이지가 즉위하여, 버일러(貝勒, beile)에 봉해졌다.

## 천총연간
홍타이지가 즉위한 후, 아바타이를 버일러로 봉했다. 그러나 아바타이는 자신이 공을 세운 것이 있으니 호쇼이 버일러(和碩貝勒, hošoi beile)라고 생각했고, 이에 불만을 품고 양구리와 다르한에게 이 생각을 말했다. 홍타이지는 이를 알고 아바타이에게만 권했다. 천총 원년 (1627년), 차하르 앙곤두릉이 돌아올 때 잔치를 베풀어 환대했다. 아바타이는 몽골 버일러 밍안바크가 그 위에 있는 것을 수치스러워하고, 그 위에 어린 패륵이 같은 열에 있자, 동석하는 것을 거부했다. 홍타이지는 아바타이의 이런 말을 다른 패륵에게 전했고, 패륵 다이샨은 다른 패륵들과 함께 "더걸러이, 지르갈랑, 두두, 요토, 쇼토 등 다른 종5대신과 함께 의정을 했는데, 너는 의정을 하지 않는다. 아지거, 도르곤, 도도는 선제 (누르하치)가 있을 때 각각 한개씩 기주를 맡았고, 다른 버일러들은 아바타이보다 8할이나 작위가 있었다. 아바타이는 지금 버일러로 봉할 수 있어, 6개의 니루(牛彔, niru)를 관장할 수 있어, 네가 마땅히 받아야 할 것보다 훨씬 더 많은 것을 얻었는데, 네가 뜻밖에도 호쇼이 버일러 작위를 받지 못하였다는 이유로 싸우겠다면, 네가 만일 얻을 수 있다. 호쇼이 버일러 왕좌를 노리는 장수가 아닌가." 하면서 아바타이는 벌로 갑주와 조안마 4벌, 소안마 8벌을 몰수했다.
천총 2년 (1628년), 아바타이와 요토는 금주를 토벌하러 가서, 명사가 영원을 물러나고, 아바타이 등이 군사를 이끌고 21개의 포대를 함락시켜 금주, 행산, 고교의 세 성을 무너뜨리고 퇴군했다. 천총 3년 (1629년), 아바타이는 홍타이지의 대군을 따라 명나라를 공격했고, 카라친 발트강 둔행 7일, 아지거를 대동하고 좌익 4기와 몽골군을 이끌고 용정관을 공격하여 야밤에 절반을 함락시켰다. 명나라 장군 이애는 한아장에서 원조를 나갔고, 아바타이는 그를 참살하고, 여세를 몰아 그 성을 공격하였다. 당시 홍타이지는 홍산구를 공격하여 준화에 다다랐고, 명군의 산해관 원병을 물리쳤다. 다시 군사를 이끌고 통주에 나아가자, 명나라의 유명한 장군, 만계와 후세록이 군사를 주둔시켜 순의를 다시 수복하였지만, 아바타이가 요토를 대동하여 격파하여 말 1000여 필과 낙타 100필을 얻었고, 순의도 함락되었다. 당시 원숭환, 조대수가 2만의 군사로 광거문 밖을 지키자 아바타이는 망굴타이를 대동하고, 군사를 거느리고 공격했다. 후에, 청나라는 명군의 복병이 오른쪽에 있다는 소식을 들었는데, 여러 패륵이 협공하면 반드시 오른쪽으로 향하고, 가운데 길로 나가면 적을 피하는 것과 같은 죄를 물을 것을 약속했다. 호오거(豪格, Hooge)군은 오른쪽으로 향하여 복병을 물리치고 참호로 전진했다. 아바타이가 가운데 길에 나가 적군을 격파했지만, 호오거군과 만난 후 파전하자, 여러 패륵들은 앞에서 약속한 죄를 상의하였다. 아바타이는 작위가 깎였다. 홍타이지는 아바타이에게 주늑이 들지 않고, 둘째아들을 돌보고, 후거와의 약속을 어기며, 아바타이를 너그럽게 처리하기로 했다. 아바타이가 통주에 군사를 보내 그 배를 불태우며 장가만을 침략하였다. 천총 4년 (1630년), 아바타이는 홍타이지를 따라 영평을 포위, 공격하고, 치르할랑과 함께 반역장 유흥조를 참수했다. 아바타이는 홍타이지에게서 계주까지 명나라 5천명을 따라 산해관에서 달려왔고, 아바타이 등은 분투하여 반장 유흥조를 섬멸했다. 아바타이에게 다시 영평을 지키라고 명령했다. 명나라 병사가 란주를 공격하자 아바타이는 사할린을 대동하고 구원하러 나섰고, 명나라 병사가 물러난 뒤 물러났다. 
천총 5년 (1631년) 7월, 청나라 초기에 6부를 설치하고 그 부사를 관장하게 했다. 같은 해, 아바타이는 홍타이지와 함께 대릉하를 포위, 공격하여 정황기가 북쪽과 서쪽을 에워싸고, 양황기가 북쪽에서 동쪽을 에워싸고, 아바타이는 바아를 거느리고 군사로 에워싸고 대응하였다. 조대수가 출강하자, 아바타이는 더걸러이, 도르곤, 요토 등 5천명의 한족 복장을 입혔다. 조대수가 금주를 덮쳐 이경행 하니 포격이 끊이지 않았다. 금주 사람들이 이를 듣고 대릉하병이라 하여 도주하고, 해당 탈영병을 쟁탈하자 아바타이는 종군하고, 출격하여 많은 사람들의 귀를 베었다. 밤이 깊어 두 군대가 대오를 잃으면서 군사를 물리쳤다. 천총 7년 (1633년), 반성을 쌓고 어용 구렁이 일습, 자색 담비 가죽 8벌, 말 1필을 하사했다. 홍타이지는 아바타이에게 명나라, 조선, 차하르의 세가지 중 어느것을 먼저 정벌하느냐고 조서를 내렸고, 아바타이는 명나라를 먼저 정벌하자고 하였다. 같은 해 8월, 아바타이는 군사를 이끌고 산해관을 침략해 수천명을 포로로 잡고 퇴병하였다. 홍타이지는 극진하게 맞이했으나, 책임은 지지 않았다. 천총 8년 (1634년), 대군을 따라 선부로 출정하여 응주에 이르러 영구와 왕가장을 함락시켰다. 천총 9년 (1635년), 아바타이가 병으로 손이 아프자 홍타이지는 "이 스스로 손아픔이라 하여 노고를 참지 못한다"고 말했다.인신도 모르고 일해도 체증이 없다. 집이 산실되어 교외에 나가지 아니하고 손에 활을 들지 아니하고 홀연히 노동하니 병환이 쉽게 생기더라만약 날마다 기마사(騎射事)를 일을 한다면, 차라리 이 일을 회복할 수 있겠습니까? 무릇 통솔자의 책임이 있는 자가 자기 코치가 아니며, 사졸은 어찌 분발하겠는가? 스커 적에게 승리하고, 몸이 강해지기를 바라지 않으면 스스로 강해진다"고 말했다.

## 숭덕연간
숭덕 원년 (1636년) 4월, 아바타이는 다라요여패륵(多羅饒餘貝勒)에 봉해졌다. 같은 해 6월, 아바타이는 영군왕 아지거와 함께 사단을 이끌고 명나라를 공격했다. 수리보, 장안령보를 함락하고, 연경까지 다다랐고, 군사를 나누어 정흥, 안숙, 용성, 안주, 웅, 동안, 문안, 보저, 순의, 창평 10성을 함락하였다. 56전 56승, 10만 명을 포로로 잡은 후 퇴군하자, 홍타이지는 성 밖 10리까지 나와 영접하였다. 대군에게 수고했다는 말을 전하고 금으로 된 잔으로 술을 하사하였다. 홍타이지는 대군을 이끌고 조선을 토벌하고, 아바타이를 남겨 가하이(噶海)성을 방어하게 했다. 숭덕 3년 (1638년), 홍타이지가 칼카를 토벌하고, 아바하이와 다이샨을 남겨 성을 지키게 했고, 요양도얼필성을 축조하고, 성경에서 요하에 이르는 길을 복구하는데 길이 10장, 높이 3척, 양쪽에 준호를 설치했다. 도르곤은 군사를 거느리고 아바타이를 부장으로 삼아 옆을 부수고 들어왔으며, 명도를 건너 탁주를 지나 산서에 이르렀다. 또 동쪽에서 청나라 군사가 제남을 함락시켰다. 천진을 침략하고, 천안하여 청산관에 출병한 후 퇴군한다. 말 2필, 은 5천 냥을 하사받았다. 숭덕 4년 (1639년), 아지거를 대동하고 금주와 영원을 침략했다.
숭덕 5년 (1640년), 도르곤을 대동하고 의주에 주둔하여 군사를 나누어 금주성 서쪽 9대를 격파하고, 벼를 수확하였으며, 소릉하 서쪽 2대를 격파하였다. 복병을 대동하고 멀리 떨어져 명군의 운송로를 끊고, 쌀 1000섬을 빼았았다. 군사를 이동하여 명군의 행산, 송산 병마를 물리쳤다. 당시 대군은 금주를 연거푸 포위했고, 아바타이는 여러 차례 왕래했다. 숭덕 6년 (1641년), 도르곤이 금주로 30리 떨어진 영과 사졸을 보내 귀향시킨 죄로 작위를 삭탈하고 소속 기적을 빼앗겼다. 홍타이지는 조서를 내려 용서하고, 벌로 은 2천 냥을 내는 것으로 마무리했다. 다시 홍타이지를 따라 홍승주의 13만 원명을 격파하였다. 숭덕 7년 (1642년), 금주가 출강하자, 치르할랑을 대동하고 행산을 포위, 공격하여, 함락시킨 후 환수하였다. 금주 공격 후의 논공행상 때, 비단 70필을 하사받았다.
그 해 10월, 대장군에 임명돼 명나라를 토별하고 내대신 투르거를 부장으로 삼았다. 대군은 황애구에서 명나라 국경으로 들어가 명나라 장군 백등교(白登腾)를 무찌르는 것을 시작으로, 계주, 하간, 경주를 격파했다. 연주에 가까이 와서 명로왕 주이파 등을 체포했다. 병사를 나누어 래주, 등주, 청주, 거주,  근주에 이르렀고, 남쪽으로는 해주까지 이르렀다. 회군할 때 창주, 천진, 삼하, 밀운을 침략했다. 88개 성을 함락하고, 6개 성을 복속시키고, 36만 명을 포로로 잡으니, 금 1만 2천 냥, 은 220만냥을 빼앗았다. 숭덕 8년 (1643년) 5월, 전 사단이 반환되자 홍타이지는 치르할랑, 도르곤 등을 교외 30리 밖까지 보내 대군을 맞이하게 하였고, 은 1만냥을 하사했다. 

## 순치연간
순치 원년 (1644년) 4월, 다라요여군왕(多羅饒餘郡王)에 봉해졌다. 순치 2년 (1645년) 정월, 아바타이는 좌우 진영을 거느리고 출병하였고, 산동을 진수하고, 만가동 토적을 토벌한 후 퇴병했다.  만가동은 산동 가양 일대에서 활약하고 있든 항청 무장을 위해 땅굴을 파고 출몰하여 일정한 기세를 형성하였다. 청군은 흙과 돌로 땅을 메워 십여 군데를 돌파하였다. 아바타이는 이어 도통 준타를 보내 서주 일대에 주둔하고 있던 남명군을 격파하고 남하할 채비를 했다. 순치 3년 (1646년) 3월 25일, 아바타이가 58세의 나이로 병사하였다. 강희 원년 (1662년), 강희제에 의해 요여친왕으로 추봉되었다. 강희 10년 (1671년), 조정에서 시호 민(敏)을 추가하였다. 

## 가족

### 처첩
- 적복진 나라씨, 난산탄의 딸
- 측복진 보르지기트씨, 비치크토의 딸
- 첩 망눠트씨, 자포사르의 딸
- 첩 공치나트씨, 지랑자포의 딸
- 첩 우량카이지르모트씨, 흐얼의 딸

### 자손

#### 아들
아바타이는 5명의 아들이 있었고, 다섯명 다 작위를 받았다. : 상지얀, 보호토, 보로, 요로, 호화석아가 있고, 아바타이의 작위는 요로가 승계했다.
- 장남 : 현각패자 상지얀
  - 장남 : 조민패자 수부투
  - 차남 : 개결패자 치앙두
- 차남 : 온량패자 보호토
  - 장남 : 회민보국공 웡구
  - 차남 : 회의보국공 진주
  - 3남 : 개결패자 포크치쿠
  - 4남 : 패자 창타이
- 3남 : 이혁단중정친왕 보로
  - 4남 : 이혁다라민사군왕 타르나
  - 8남 : 회사패륵 지크신
- 4남 : 화석안화친왕 요로 (후에 죄를 저질러 군왕으로 추하하고, 시호를 뺏음)
  - 5남 : 화석안의군왕 마르혼
  - 8남 : 삼등보국장군 세랭어
  - 16남 : 이혁삼등보국장군 사이부리
  - 17남 : 이혁희군왕 (이후 부친의 죄로 인해 진국공으로 강등) 징시
  - 18남 : 이혁다라근군왕 윤단
- 5남 : 호토

#### 딸
아바타이는 7명의 딸이 있었는데, 모두 적처 소생이다.
- 장녀 : 만력 32년 출생, 남편 리영팡. 천총 3년 사망
- 차녀 현주 : 만력 33년 출생. 남편 나라씨 좌령 찬부, 강희 10년 사망
- 3녀 현주 : 만력 39년 출생. 남편 고로로씨 경차군 위관 농도. 순치 5년 사망
- 4녀 현주 : 만력 42년 출생, 남편 보로지기트씨 자작 부르할다이 다르한. 강희 8년 사망
- 5녀 군군 : 천명 2년 출생. 남편 슈무루씨 공작 내대신 타잔. 강희 12년 사망
- 6녀 : 천명 5년 출생, 남편 보르지기트씨 두등시위 사이르후렝. 순치 2년 사망
- 7녀 현주 : 천명 6년 출생, 남편 보르지기트씨 다라패륵 초얼지, 효혜장황후의 생모, 강희 8년 사망

## 같이 보기
- 입팔분공